# Irredentismo italiano in Savoia

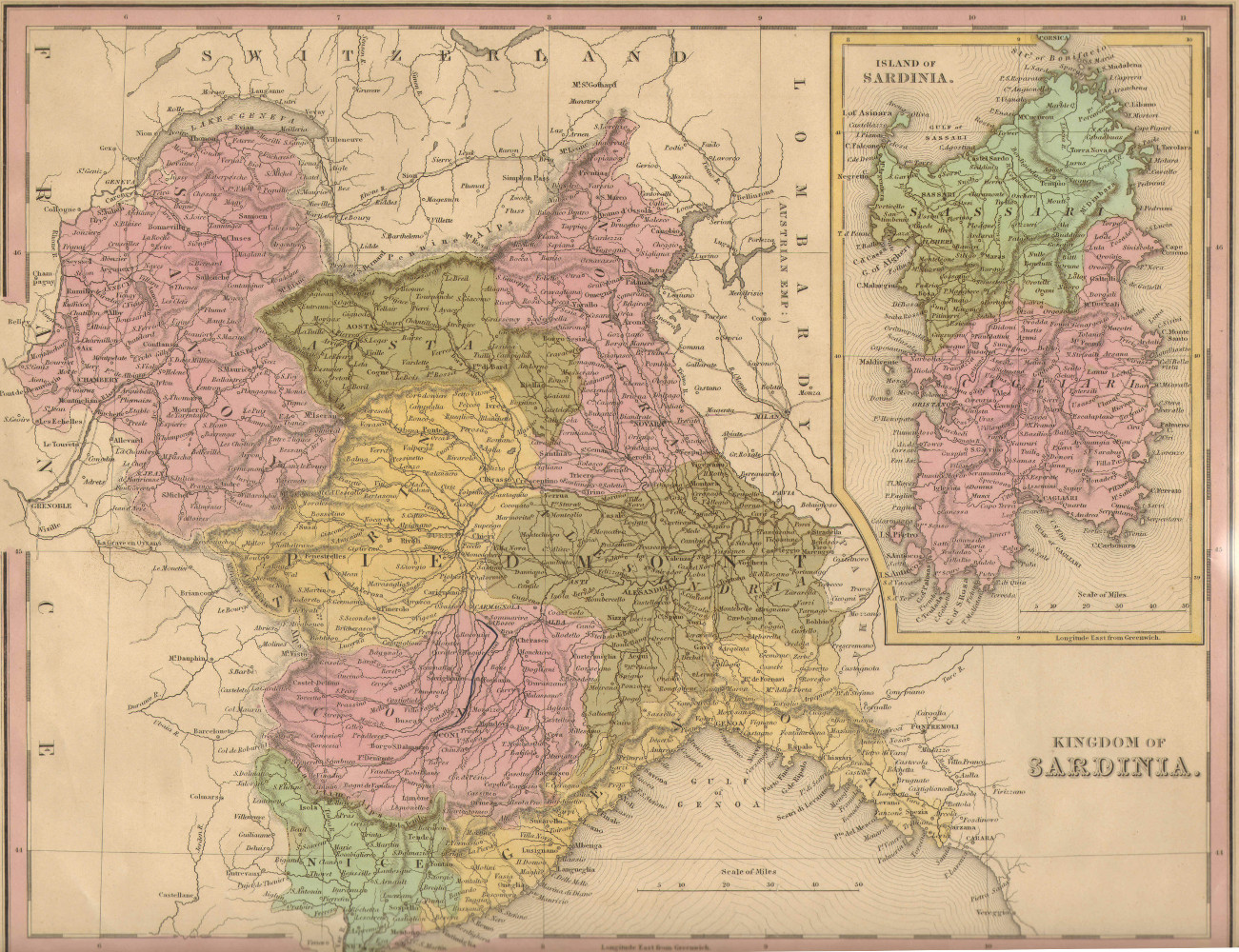
La Savoia indicata in colore rosa in alto a sinistra, in una mappa del 1839 raffigurante il Regno di Sardegna

L'Irredentismo italiano in Savoia fu un movimento politico che promosse l'annessione della Savoia al Regno d’Italia. Fu attivo dal 1860 alla seconda guerra mondiale.

## Storia
L'Irredentismo italiano chiamava savoiardi italiani i cittadini della Savoia che si consideravano appartenenti al popolo italiano.

### Le origini

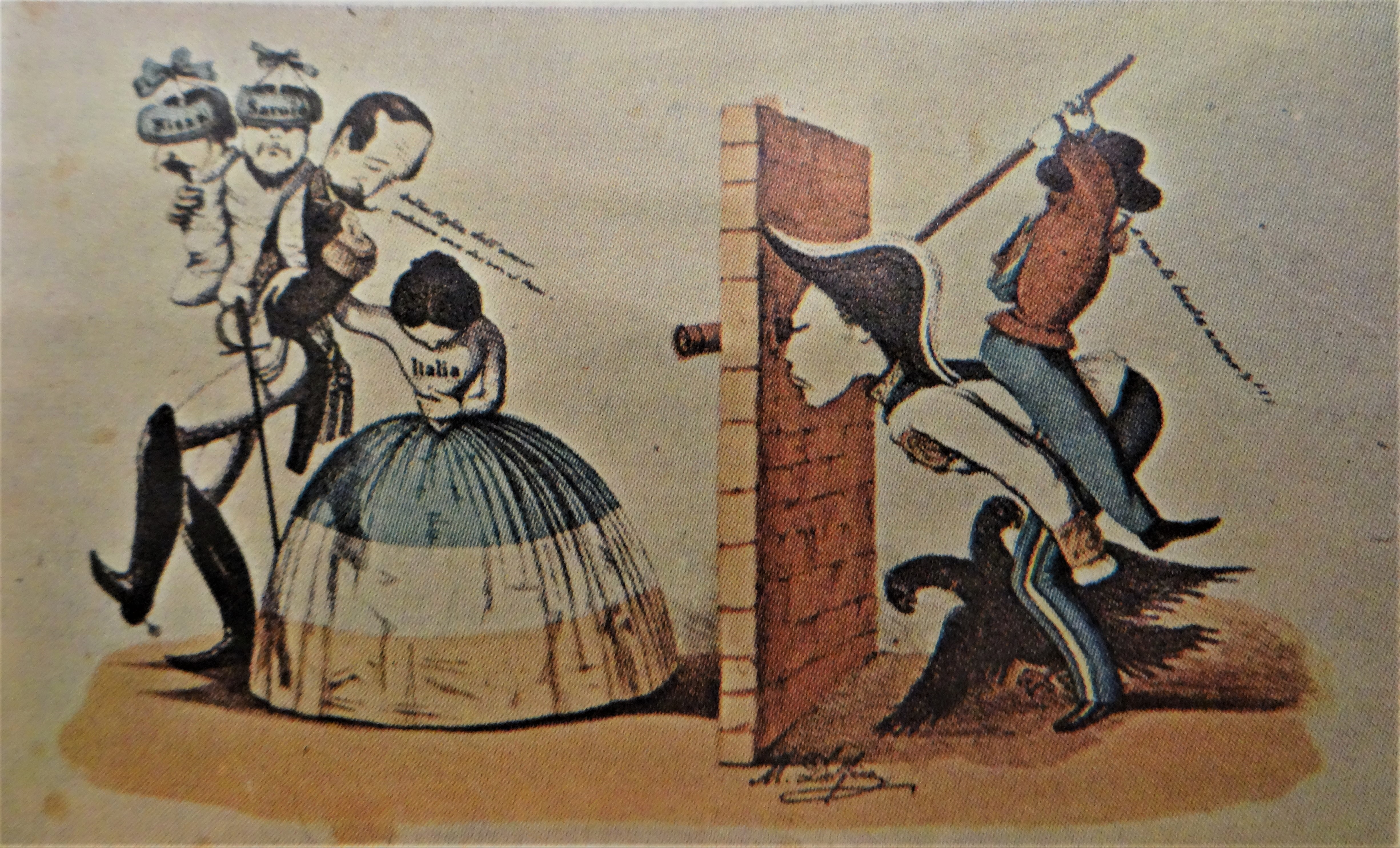
Vignetta satirica apparsa all'indomani della sofferta cessione di Nizza e Savoia alla Francia da parte del Piemonte, a seguito della seconda guerra d'indipendenza italiana italiana (1859)

La Savoia era la terra d'origine di Casa Savoia. Fin dal Medioevo la Savoia era unita a parte dell'odierno Piemonte nella contea di Savoia. Durante il Rinascimento, questo stato preunitario fu elevato a Ducato di Savoia, ed ampliò i suoi domini in Italia. La capitale era Chambéry. La lingua ufficiale in Savoia, così come in Valle d'Aosta e in tutte le valli occidentali del Piemonte non era mai stata l'italiano, l'italiano era stato introdotto come lingua ufficiale e notarile in Piemonte a partire dal 1561 con l'Editto di Rivoli. In ogni caso il francese sia nella parte cismontana del Ducato, sia ovviamente in quella ultramontana, rimase una lingua più prestigiosa e più conosciuta dell'italiano, fino almeno ai tempi dell'Unità d'Italia. In Savoia rimane tuttora un esiguo numero di parlanti di dialetto savoiardo. Il dialetto savoiardo, che fa parte della lingua franco-provenzale, è strettamente imparentato al dialetto valdostano e al dialetto delle valli di Lanzo, Orco e Soana, su territorio italiano.
A metà del 1860 la Savoia, insieme a Nizza, dal Regno di Sardegna fu annessa alla Francia a seguito del trattato di Torino e di un plebiscito consultivo. L'esito della consultazione, che si tenne il 22 ed il 23 aprile 1860, fu di 130.523 voti a favore dell'unione alla Francia, 235 contrari, 600 schede bianche e 71 nulle. La votazione fu influenzata da episodi propagandistici e le stesse percentuali sono verosimilmente da ridimensionare, tanto che, all'epoca ci furono delle asserzioni di brogli elettorali.

### Le contestazioni

Mappa del Regno d'Italia nel 1919; in verde sono evidenziate le terre irredente

Infatti, già da prima del plebiscito molti savoiardi protestarono contro l'annessione. Già all'inizio del 1860, 3.000 dimostranti a Chambéry contestarono il possibile passaggio della regione alla Francia, ed il 16 marzo dello stesso anno i rappresentanti delle province della Savoia settentrionale spedirono a Vittorio Emanuele II, a Napoleone III ed al Consiglio federale della Svizzera una dichiarazione dove era riportato che non volevano l'annessione alla Francia, ma preferivano rimanere nel Regno di Sardegna oppure, nel caso in cui la separazione dal Piemonte fosse stata inevitabile, entrare a far parte della Svizzera.

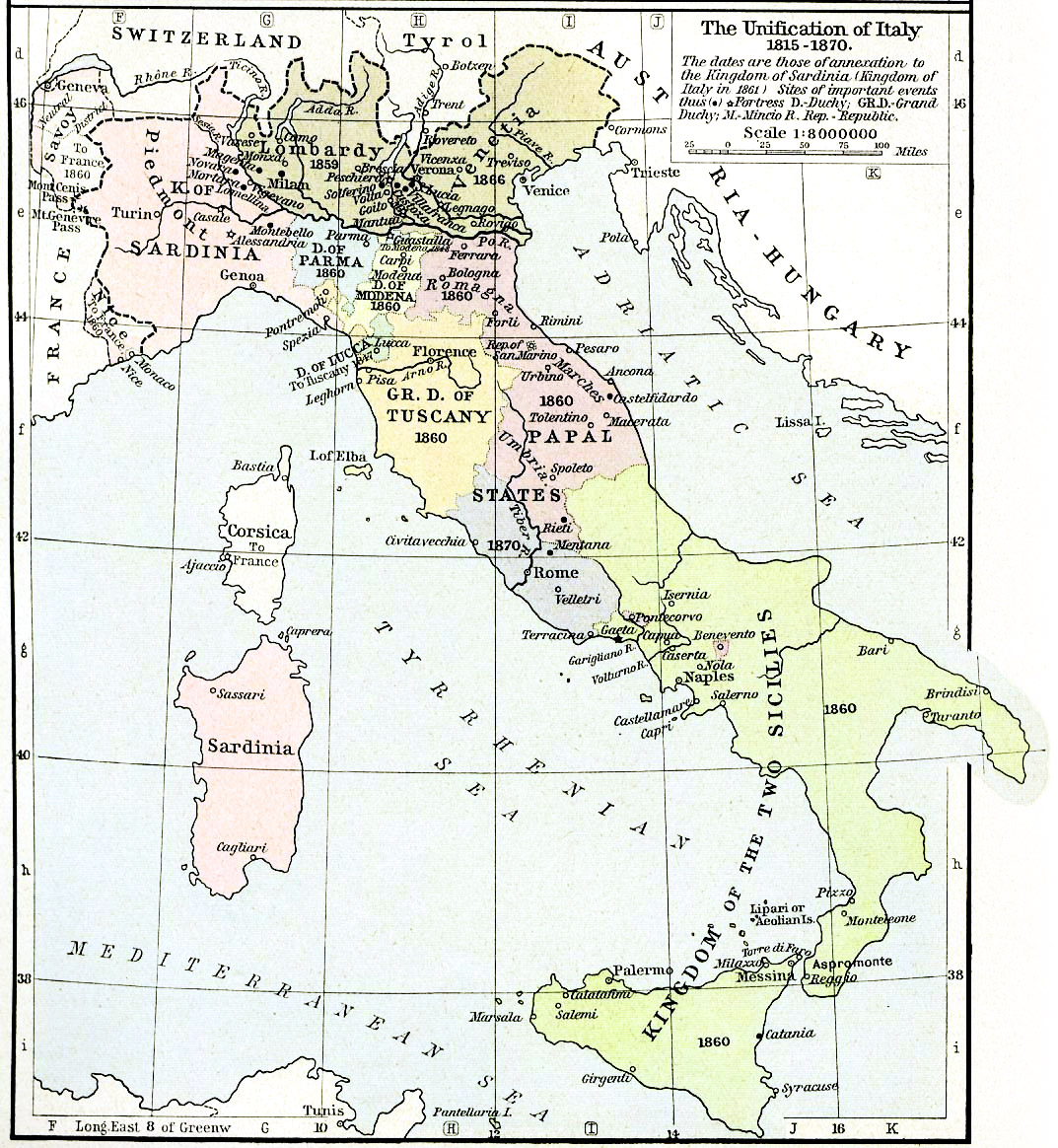
Il processo di unificazione italiana, con la perdita della Savoia nel 1860. La Savoia è a nord-ovest del Piemonte, ed è indicata nella parte in alto a sinistra della mappa

Giuseppe Garibaldi contestò i plebisciti che permisero l'annessione della Savoia e di Nizza alla Francia, ed i suoi seguaci savoiardi negli anni seguenti trovarono rifugio in Italia. Nel 1871, comparve un movimento nella Savoia centrale e settentrionale che si opponeva all'annessione. Un comitato cittadino di Bonneville dichiarò che il voto del 1860 era il risultato di pressioni imperialistiche, e non indicava un libero proposito della popolazione, e quindi chiedeva un nuovo plebiscito. La Francia spedì 10.000 soldati per ristabilire l'ordine.
Nel 1919 la Francia pose ufficialmente fine alla smilitarizzazione della Savoia ed alla zona franca, che erano stati stabiliti dal Congresso di Vienna e dal trattato d'annessione. Già però durante la prima guerra mondiale i due trattati non vennero rispettati, anche se non ufficialmente. La Francia fu quindi condannata, nel 1932, dalla corte internazionale per aver infranto il trattato di Torino, riguardo alla Savoia e a Nizza.
Dopo il 1861, fu fondata in Italia l’Associazione Oriundi Savoiardi e Nizzardi Italiani, che continuò la sua attività fino al 1966.

### Durante il fascismo
Tra la fine degli anni trenta e i primi anni quaranta, durante il regime fascista, vennero create delle organizzazioni che promossero l'unificazione della Savoia al Regno d'Italia. I membri fascisti erano un centinaio, concentrati principalmente a Grenoble e Chambéry.
Quando l'Italia occupò la Savoia nel novembre del 1942, questi gruppi di fascisti arrivarono a comprendere quasi a 10.000 aderenti; essi chiedevano l'annessione della Savoia all'Italia, ma Vittorio Emanuele III si oppose.

### L'occupazione italiana

In basso a destra, i territori francesi occupati dall’Italia durante la seconda guerra mondiale

Nel 1940, all'inizio della seconda guerra mondiale, l'Italia occupò militarmente parte del territorio francese oltre le Alpi. Questa zona era vasta 832 km2 ed era abitata da 28.500 cittadini.
Nel novembre del 1942, a seguito dell'operazione Anton, il Regio Esercito espanse la propria zona d'occupazione. Le forze italiane presero il controllo di Grenoble, Nizza, del delta del Rodano e di quasi tutta la Savoia.
Iniziò un processo di italianizzazione della Savoia, che non venne però mai completato.
Solo una minoranza di savoiardi italiani si arruolò volontaria nel Regio Esercito e nelle organizzazioni fasciste come nelle camicie nere. Molti savoiardi italiani aiutarono gli ebrei nella zona di occupazione nazi-fascista, e la Savoia diventò rifugio di molti perseguitati dal Governo di Vichy.
I progetti di annessione della Savoia al Regno d'Italia furono caldeggiati dai savoiardi italiani fascisti di Grenoble, ma il progetto non ebbe seguito perché nel settembre del 1943 la Germania nazista sostituì l'Italia nell'occupazione militare.

### Dopoguerra
Dopo la seconda guerra mondiale tutte le organizzazioni di savoiardi italiani furono messe fuori legge dalle autorità francesi.
Molti dei savoiardi italiani sostennero negli anni cinquanta e sessanta lo sviluppo dei movimenti politici autonomisti della Savoia.

## Il dialetto savoiardo
I savoiardi italiani utilizzano principalmente, come lingua, il dialetto savoiardo, che è una variante della lingua francoprovenzale.
Questo dialetto è parlato in Savoia ed in Alta Savoia in Francia, nel Canton Vallese in Svizzera ed in Valle d'Aosta in Italia.
Durante l'occupazione fascista della Francia, tra il 1940 ed 1943, le autorità italiane promossero un processo di italianizzazione di tutta la popolazione della Savoia, imponendo l'uso dell'italiano in sostituzione del dialetto savoiardo. Questo processo non fu completato per gli eventi bellici.